# Sint-Thomaskerk (Waaxens)
De Sint-Thomaskerk is een monumentaal Nederlands Hervormde (PKN-)kerk in Waaxens, in de gemeente Noardeast-Fryslân in de Nederlandse provincie Friesland. Van deze kerk werd op grond van de beschrijving van een inmiddels verdwenen klok uit 1400 gezegd dat ze bij haar oprichting gewijd zou zijn aan de heilige Thomas. De kerk staat op een grotendeels in tact gebleven dorpsterp, samen met een monumentale pastorie en enkele kleine behuizingen.

## Geschiedenis
De eerste stenen kerk werd als opvolger van houten voorgangers oorspronkelijk gebouwd in de 12e eeuw. Van dit oude romaanse bouwwerk zijn nog overblijfselen te vinden in de vorm van muurresten van de toren en in de voet van de noordmuur. In de 15e eeuw is de kerk ingrijpend vernieuwd; toen kreeg ze een gotisch uiterlijk. Het onderste gedeelte van de zadeldaktoren werd in dezelfde periode ingebouwd. Voor die tijd was de toren onderdeel van een gereduceerd westwerk. In de 17e eeuw en in 1815 werden respectievelijk de oostzijde en de westzijde van het bovenste deel van de toren vernieuwd. In 1893 werd de gehele toren beklampt. Bij een ingrijpende restauratie van 1963 werd de kerk ontdaan van de eerder aangebrachte pleisterlaag.
In de kerk staat renaissance meubilair waaronder de preekstoel en een herenbank van het echtpaar Van Harinxma thoe Slooten-Van Burmania. De familie Van Harinxma bezat de nabij de kerk gelegen Sjucksmastate, waarvan het poortgebouw nog bewaard is gebleven. De kerk bezit ook een zandstenen epitaaf voor de in 1591 bij Deventer gesneuvelde Douwe van Aylva. In het midden van het epitaaf staat een afbeelding van een naakte godin van de krijgskunst, Athena.
De kerk is erkend als een rijksmonument.